# Lake Mystic
Lake Mystic ist  ein census-designated place (CDP) im Liberty County im US-Bundesstaat Florida. Das U.S. Census Bureau hat bei der Volkszählung 2020 eine Einwohnerzahl von 510 ermittelt. 

## Geographie
Lake Mystic liegt rund 5 km südlich von Bristol sowie etwa 60 km westlich von Tallahassee.

## Demographische Daten
Laut der Volkszählung 2010 verteilten sich die damaligen 500 Einwohner auf 235 Haushalte. 91,4 % der Bevölkerung bezeichneten sich als Weiße, 3,8 % als Afroamerikaner und 3,8 % als Indianer. 0,2 % gaben die Angehörigkeit zu einer anderen Ethnie und 0,8 % zu mehreren Ethnien an. 2,6 % der Bevölkerung bestand aus Hispanics oder Latinos.
Im Jahr 2010 lebten in 40,2 % aller Haushalte Kinder unter 18 Jahren sowie 23,2 % aller Haushalte Personen mit mindestens 65 Jahren. 74,7 % der Haushalte waren Familienhaushalte (bestehend aus verheirateten Paaren mit oder ohne Nachkommen bzw. einem Elternteil mit Nachkomme). Die durchschnittliche Größe eines Haushalts lag bei 2,58 Personen und die durchschnittliche Familiengröße bei 2,94 Personen.
28,4 % der Bevölkerung waren jünger als 20 Jahre, 22,6 % waren 20 bis 39 Jahre alt, 30,6 % waren 40 bis 59 Jahre alt und 18,4 % waren mindestens 60 Jahre alt. Das mittlere Alter betrug 39 Jahre. 51,8 % der Bevölkerung waren männlich und 48,2 % weiblich.
Das durchschnittliche Jahreseinkommen lag bei 70.583 $, dabei lebten 6,1 % der Bevölkerung unter der Armutsgrenze.